# 金陵石化
中国石油化工股份有限公司金陵分公司和中国石化集团金陵石油化工有限责任公司统称金陵石化，成立于1982年，位于南京市栖霞区栖霞山下，其前身为始建于1958年的南京炼油厂，主要从事石油炼制及石化产品的加工生产和销售，原油综合加工能力1800万吨/年，拥有炼油、芳烃、热电、烷基苯等生产装置70余套。

## 产品
公司拥有石油产品50余种，主要为成品油（包括汽油、柴油、石脑油、煤油、润滑油等）、液态烃、石油苯、烷基苯等。烷基苯厂原下属公司佳和日化生产的“加佳牌”洗衣粉为江苏省名牌产品，曾冠名江苏省足球队。

## 生产部门
- 炼油厂（2008年1月改制为公私合营企业南京炼油厂有限公司）
- 南京烷基苯厂
- 化肥厂
- 化工一厂
- 塑料厂
- 热电厂

## 合资公司

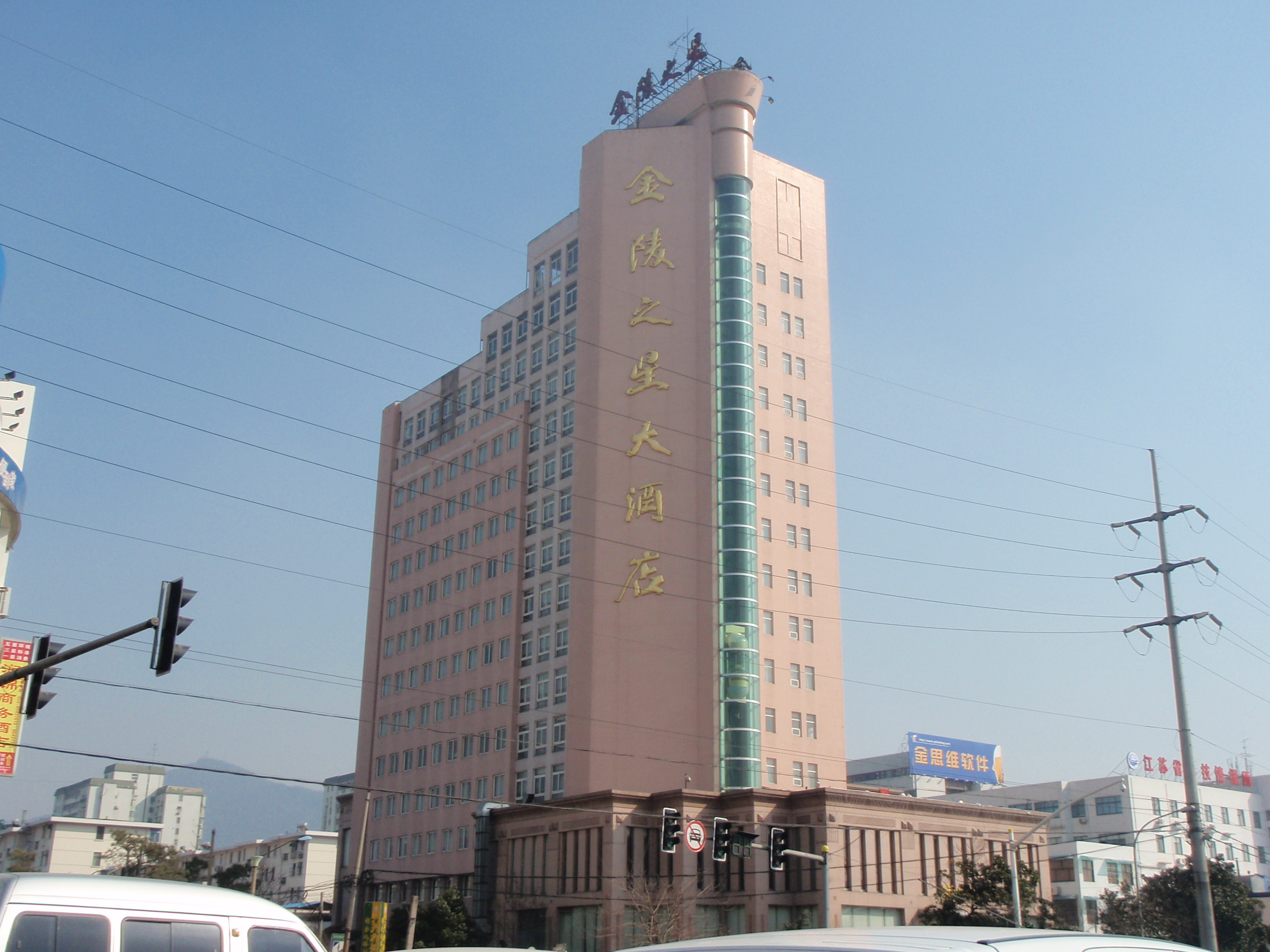
金陵石化-港中旅合资金陵之星大酒店

公司与亨斯迈建有合资公司金陵亨斯迈，主要从事新材料制造与化学品生产；与林德集团建有合资公司林德南炼，主要从事工业气体生产。

## 图集

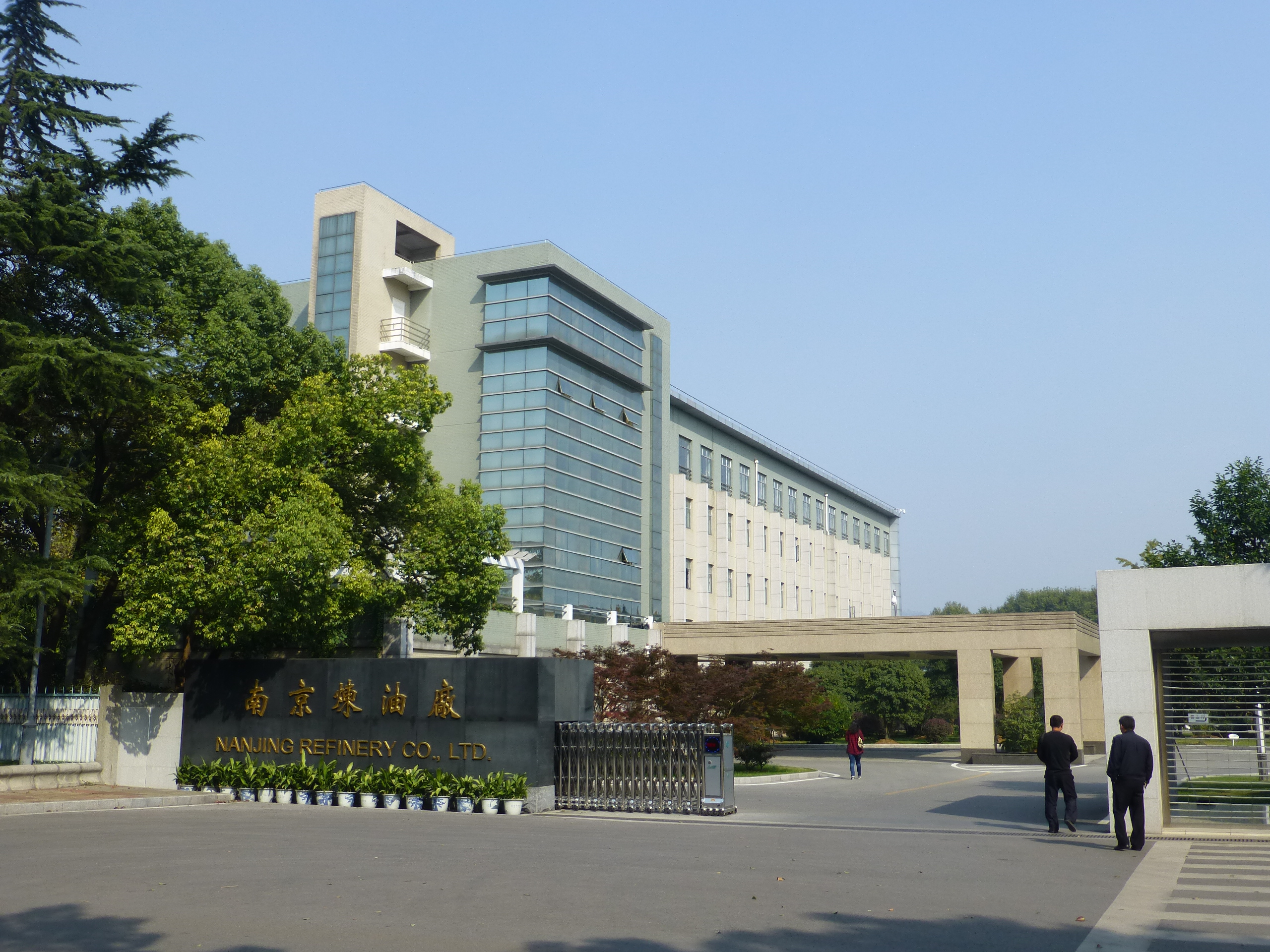
南京炼油厂
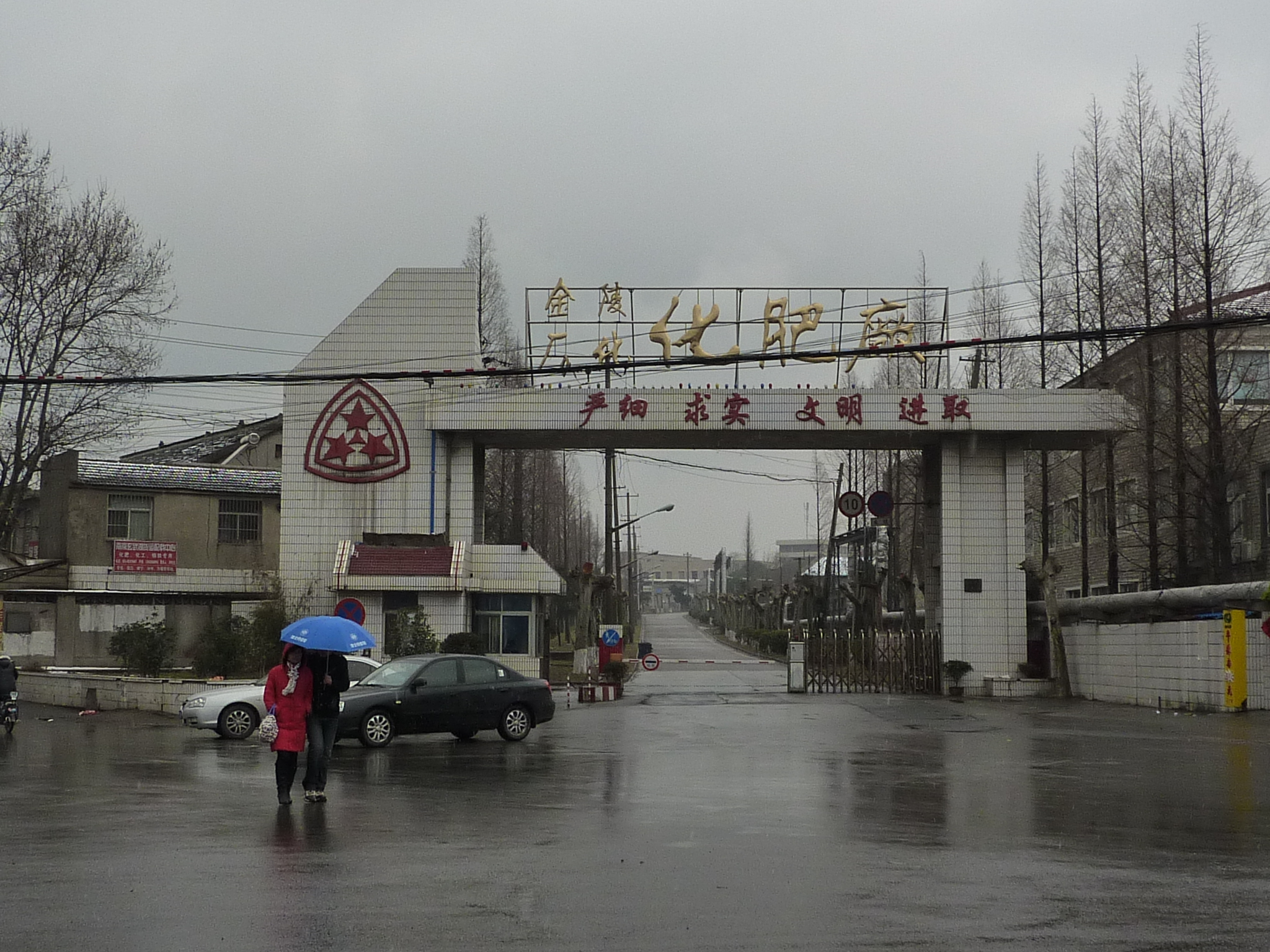
化肥厂
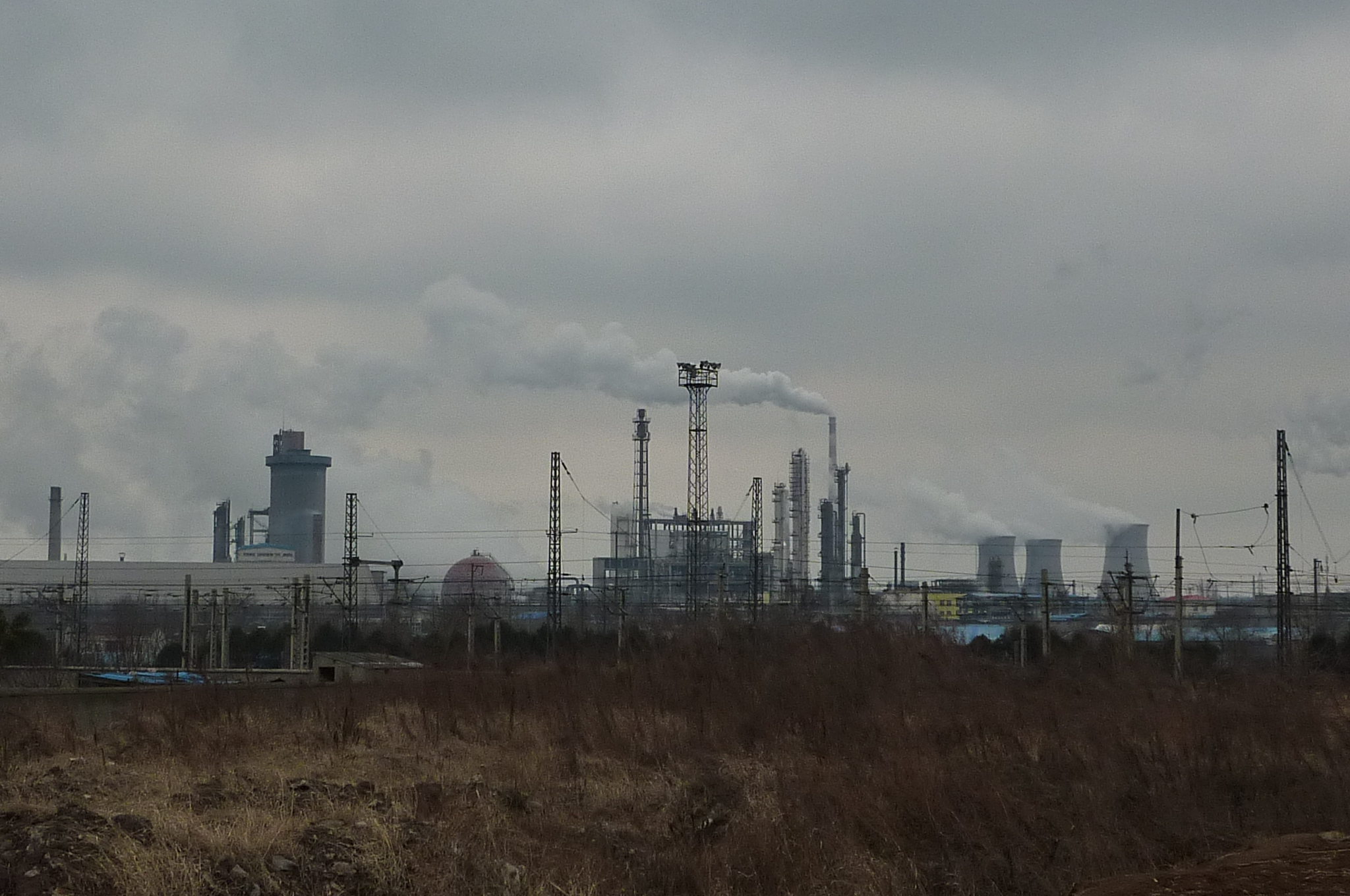
金陵石化园区全景
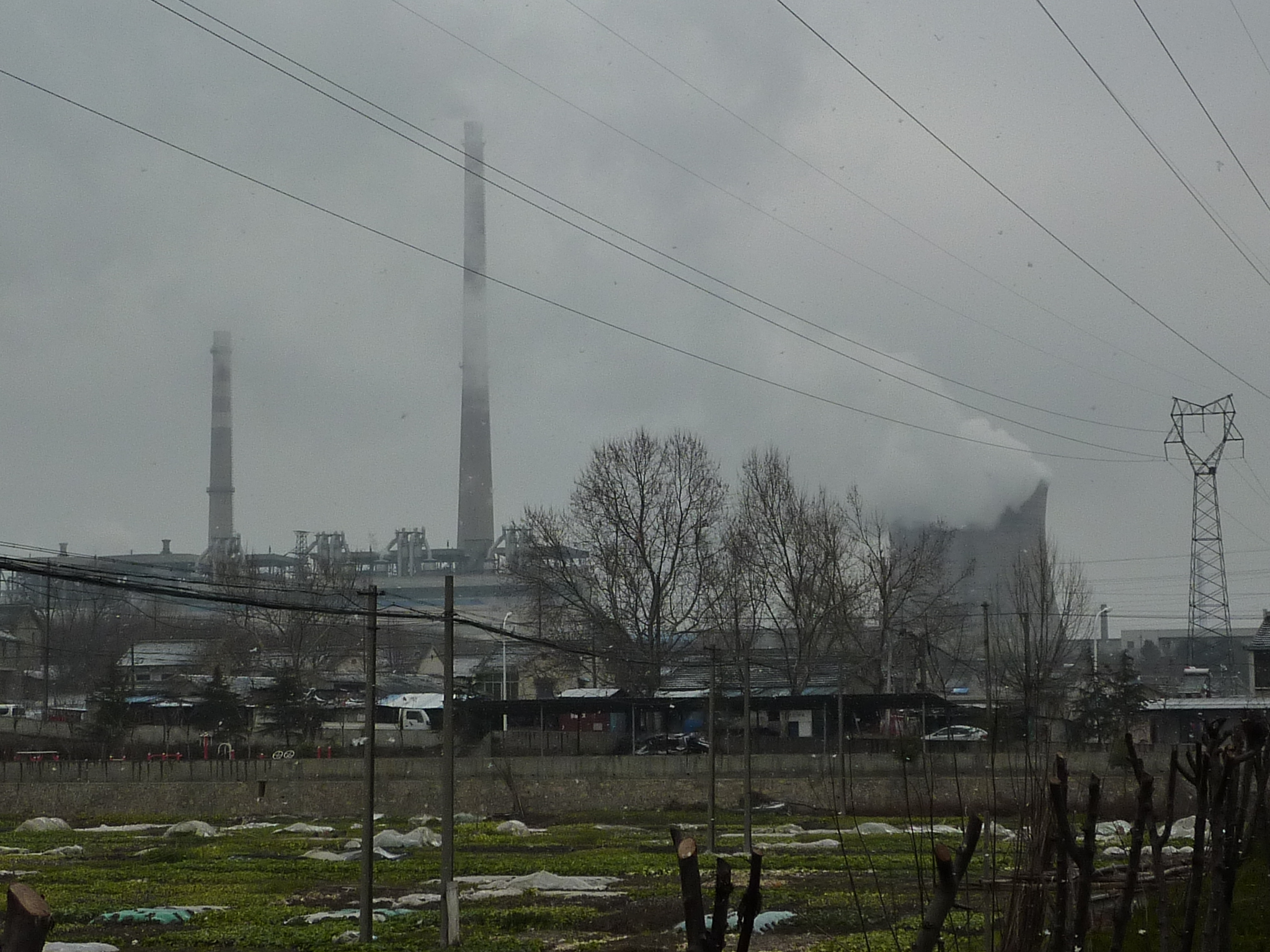
南京炼油厂生产装置
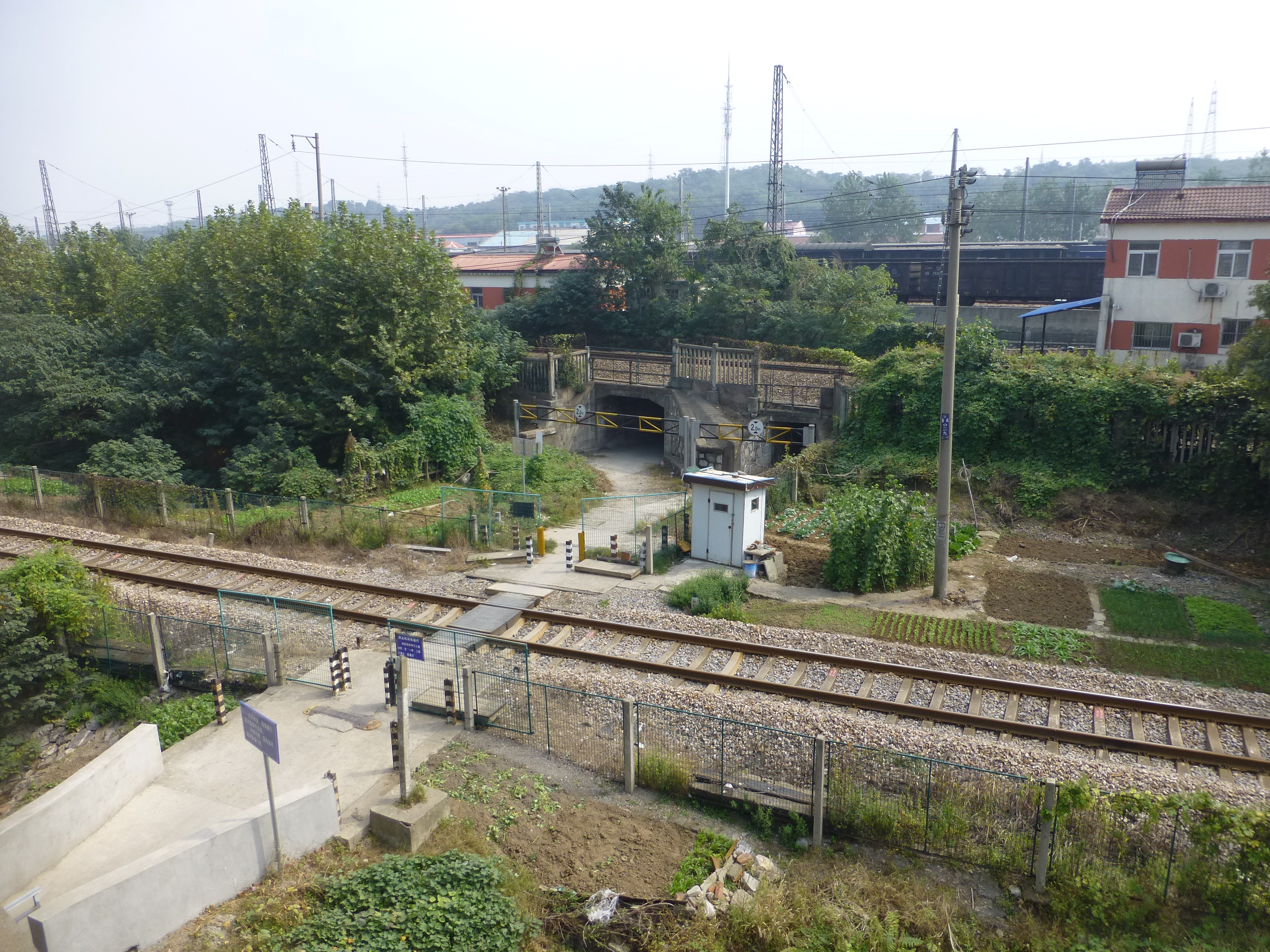
炼油厂铁路线
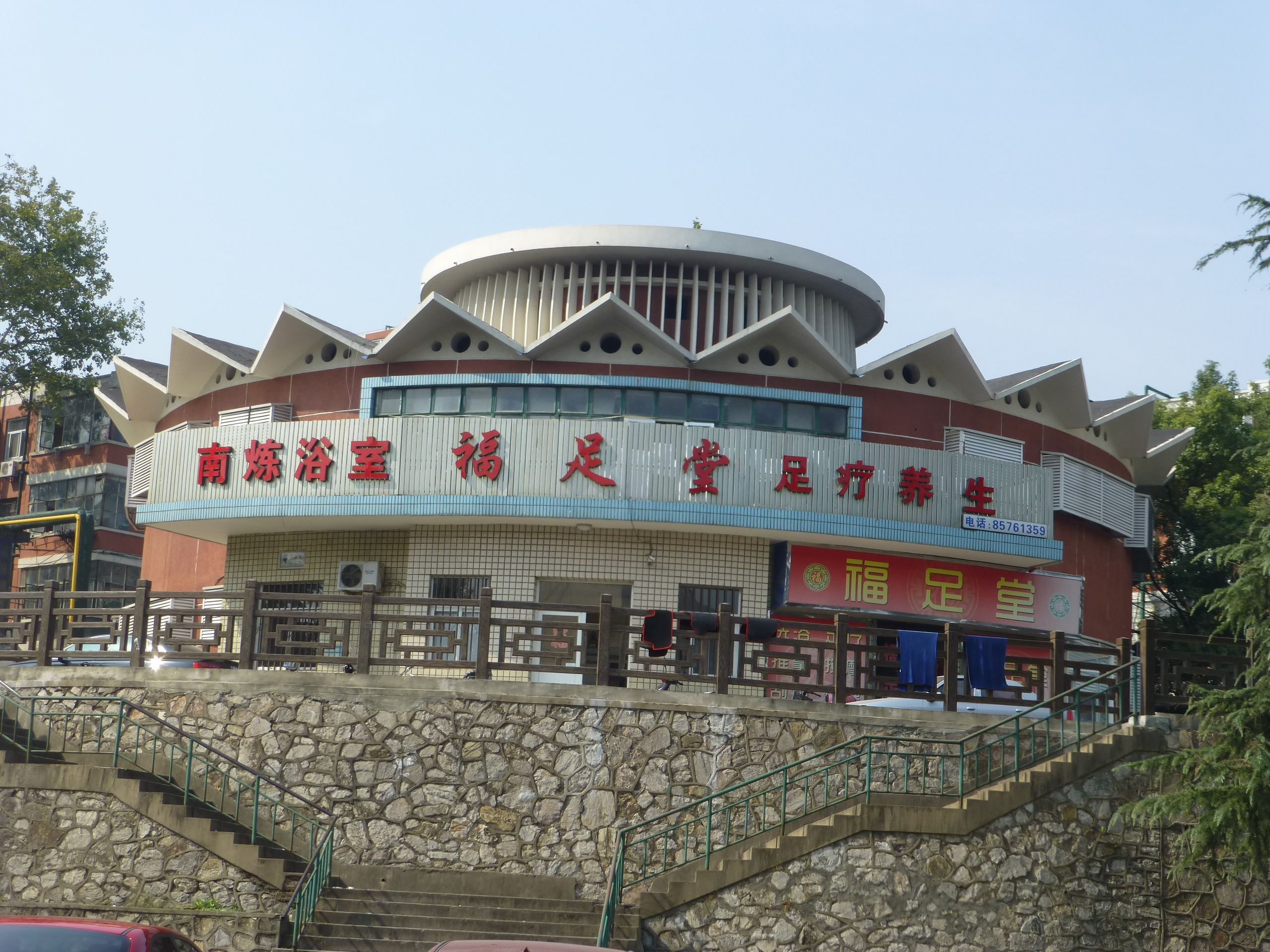
南炼浴室
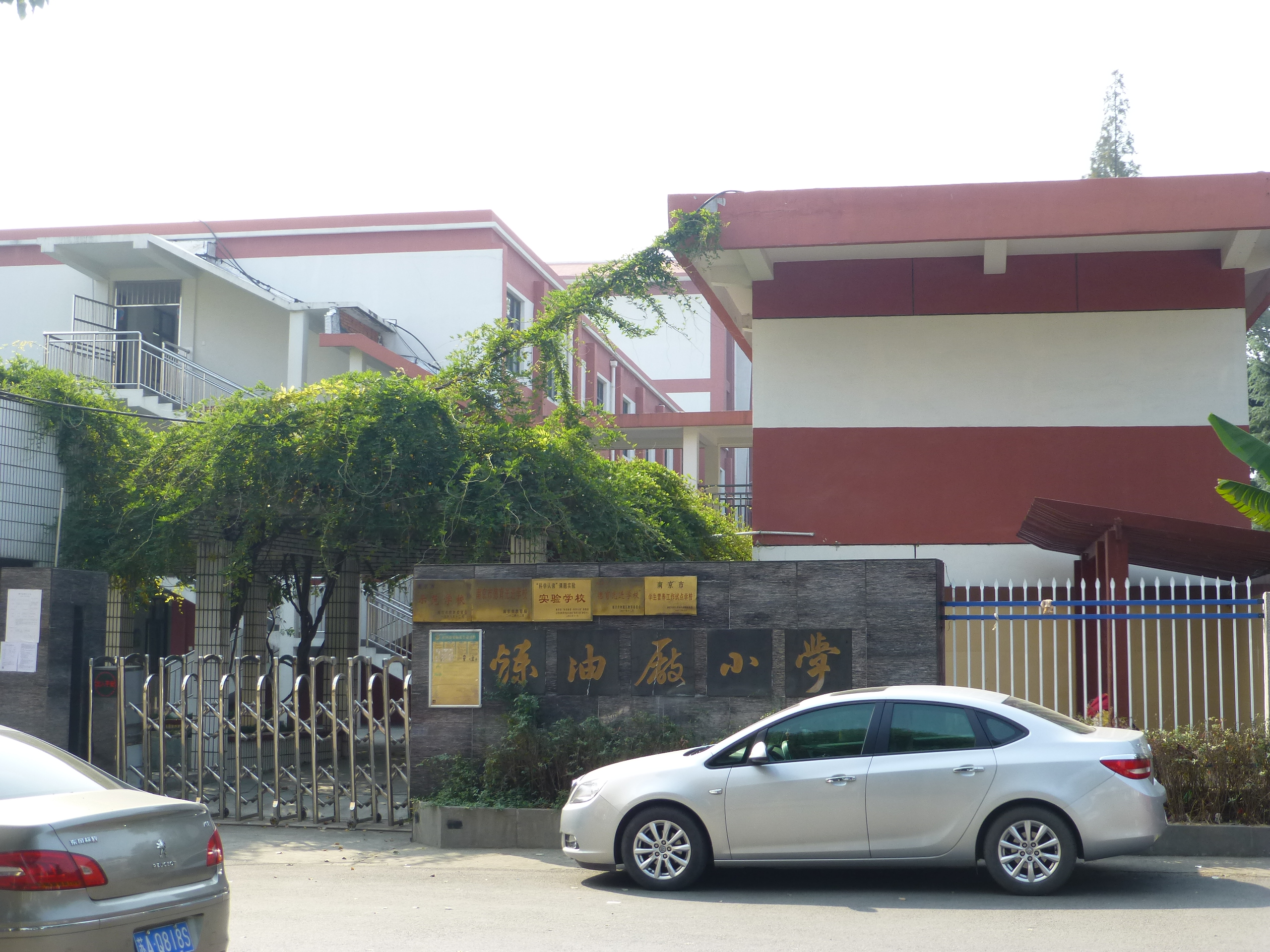
炼油厂小学
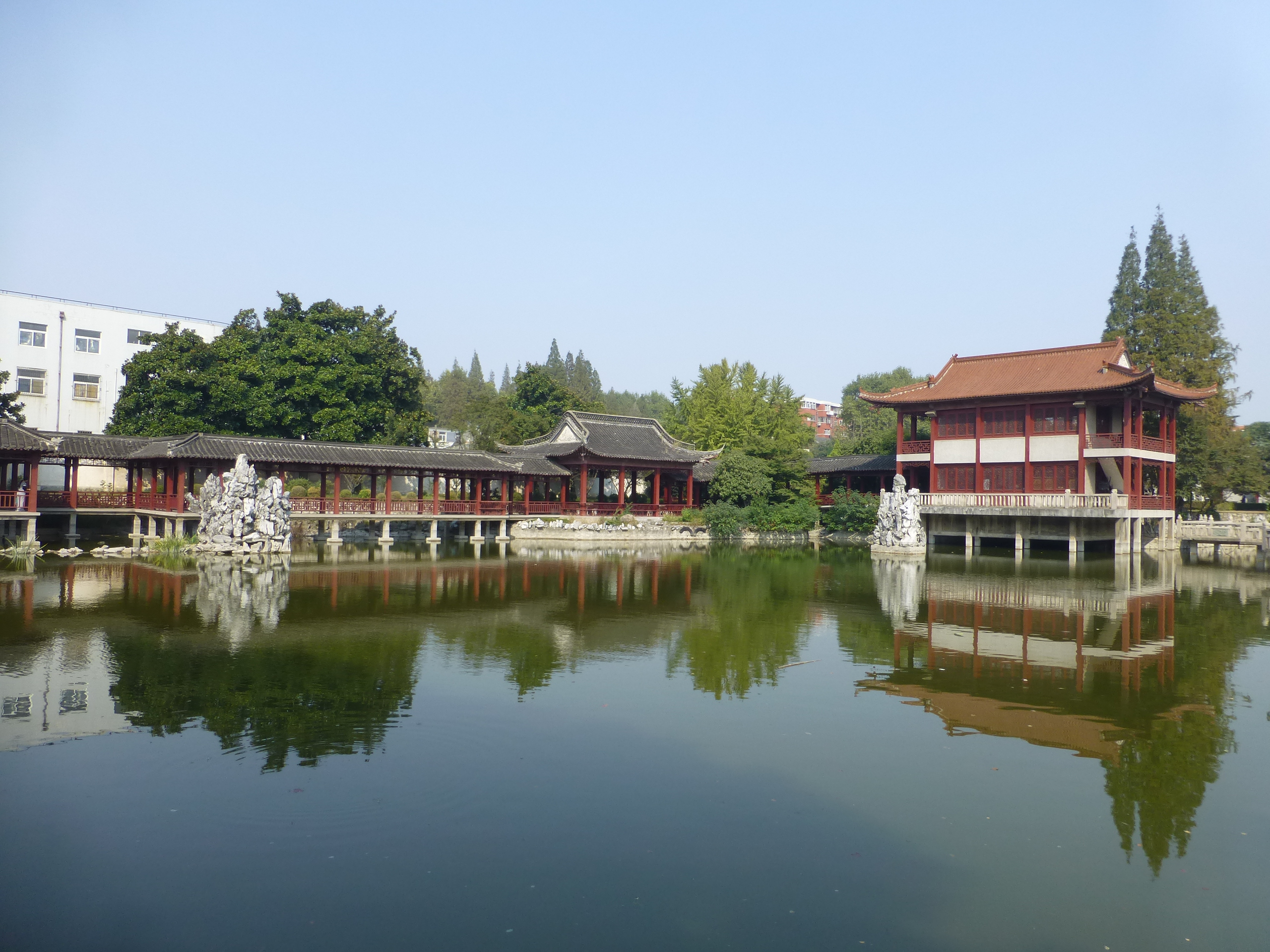
炼油厂公园